# Alan Hinkes
Pas d'image ? Cliquez ici
Alan Hinkes est un alpiniste britannique né à Northallerton le 26 avril 1954.

## Biographie
Alan Hinkes a gravi treize des sommets de plus de huit mille mètres. Son 14e sommet, le Cho Oyu, gravi le 30 avril 1990, est contesté.
Alan Hinkes a débuté ses tentatives d'ascension des quatorze sommets en septembre 1987, quand il gravit le Shishapangma. Durant 21 ans il fait 26 tentatives. Il termine le 30 mai 2005 avec l'ascension du Kangchenjunga,.
Son ascension du Cho Oyu le 30 avril 1990 est réalisée en solo par faible visibilité. Le Cho Oyu a un plateau sommital, les drapeaux de prière traditionnels sur le plateau du sommet ne marquent pas le sommet technique. Le sommet est une petite bosse non marquée. La journaliste Elizabeth Hawley, en 2005 a mis en doute son ascension car il n'est pas arrivé au sommet technique qu'il ne pouvait pas voir,,.
Alan Hinkes a enregistré l'ascension du Cho Oyu du 30 avril 1990 dans l'American Alpine Journal et aussi l'ascension de l'expédition du Shishapangma douze jours plus tard, le 12 mai 1990. Il note qu'ils ont gravi le sommet central ouest du Shishapangma, qui n'est pas le vrai sommet. En 1990 l’expédition de Benoît Chamoux au Cho Oyu comprenait sept alpinistes dont l'ascension n'a pas été reconnue, dont Alan Hinkes,.